# تشارلز هايد ارين
تشارلز هايد ارين (بالإنجليزية: Charles Hyde Warren) هو جيولوجي أمريكي، ولد في 27 سبتمبر 1876، وتوفي في 16 أغسطس 1950 في تورينغتون في الولايات المتحدة.